# (8201) 1994 AH2
(8201) 1994 AH2 es un asteroide que forma parte de los asteroides Apolo, descubierto el 5 de enero de 1994 por Gordon J. Garradd desde el Observatorio de Siding Spring, Nueva Gales del Sur, Australia.

## Designación y nombre
Designado provisionalmente como 1994 AH2.

## Características orbitales
1994 AH2 está situado a una distancia media del Sol de 2,538 ua, pudiendo alejarse hasta 4,332 ua y acercarse hasta 0,7435 ua. Su excentricidad es 0,707 y la inclinación orbital 9,554 grados. Emplea 1476,94 días en completar una órbita alrededor del Sol.

## Características físicas
La magnitud absoluta de 1994 AH2 es 15,8. Está asignado al tipo espectral O según la clasificación SMASSII.